# Noémi Háfra
Noémi Háfra (født 5. oktober 1998) er en ungarsk håndboldspiller, som spiller for danske Odense Håndbold i Damehåndboldligaen på en lejeaftale og Ungarns kvindehåndboldlandshold.
I september 2018 blev hun udnævnt af EHF, som en af de 20 mest lovende talenter i fremtiden, som er værd at holde øje med.
Hun annoncerede i juli 2022 at hun skiftede til danske Odense Håndbold på en lejeaftale, gældende en sæson frem. Hun har tidligere spillet for de to største klubber i Ungarn, Ferencváros TC og Győri Audi ETO KC.